# آبل غاس
آبل غاس (بالفرنسية: Abel Gance)‏ (25 أكتوبر 1889 - 10 نوفمبر 1981) مخرج ومنتج وكاتب وممثل سينمائي فرنسي، ومن المعروف أنه أخرج ثلاثة أفلام صامتة أنا أتهم (1919)، والعجلات (1923)، وفيلم نابليون (1927).

## النشأة
وُلد أبيل غانس في باريس عام 1889 ، وكان غير شرعي لطبيب مزدهر ، أبيل فلامانت ، وأم من الطبقة العاملة ، فرانسواز بيريثون (أو بيرثون).

## روابط خارجية
- آبل غاس على موقع IMDb (الإنجليزية)
- آبل غاس على موقع الموسوعة البريطانية (الإنجليزية)
- آبل غاس على موقع روتن توميتوز (الإنجليزية)
- آبل غاس على موقع مونزينجر (الألمانية)
- آبل غاس على موقع ألو سيني (الفرنسية)
- آبل غاس على موقع أول موفي (الإنجليزية)
- آبل غاس على موقع قاعدة بيانات الأفلام السويدية (السويدية)
- آبل غاس على موقع إن إن دي بي (الإنجليزية)
- آبل غاس على موقع قاعدة بيانات الفيلم (الإنجليزية)
- آبل غاس على موقع كينوبويسك (الروسية)

- Abel Gance في قاعدة بيانات الأفلام على الإنترنت
- 1895: no.31: Abel Gance, nouveaux regards (In French)